# 楊光溥
楊光溥（1447年—？），字文卿，山東青州府莒州沂水縣人，軍籍。明朝政治人物。進士出身。

## 生平
山東鄉試第二十一名。成化五年（1469年）乙丑科進士，歷官刑部郎中；成化二十三年（1487年），出爲山西按察使司副使。

## 家族
曾祖父楊復新。祖父楊雄，曾任州同知。父亲楊儼，曾任府通判。